# Provincia de Aysén (1929-1974)
La provincia de Aysén fue una división político administrativa de Chile que existió entre 1929 y 1974. Es predecesora de la Región de Aysén.

## Antecedentes
Debido a la ausencia total de presencia gubernamental en la zona durante todo el siglo XIX, el estatus de Aysén nunca fue de gran relevancia. Oficialmente, el territorio de Aysén estaba bajo dominios de la antigua provincia de Llanquihue y el territorio de Magallanes, aunque el límite nunca fue claro o ejercido realmente. El límite sur del departamento de Carelmapu, el más austral de Llanquihue, fue establecido en el fiordo Comau (excluyendo el archipiélago de Chiloé) dejando el territorio del departamento de Palena y la provincia de Aysén como parte del Territorio de Magallanes. Sin embargo, la gobernación marítima de Chiloé y la de Magallanes estaban separadas en el paralelo 47° S, donde aproximadamente se encuentra la península de Tres Montes. Estas diferencias generaron varias confusiones y en algunos censos, territorios ayseninos entre Comau y Tres Montes fueron incorporados como parte de Llanquihue.
El 7 de junio de 1915 se creó la 7.ª subdelegación del departamento de Llanquihue, denominada «Valle Simpson», cubriendo las tierras entre el río Rayas y el paralelo 47° S, siendo la primera organización formal sobre parte de Aysén. El censo de 1920 contabilizó a un total de 514 personas en las zonas bajo la SIA (228 en Puerto Aysén y 158 en Coyhaique) y de 1.146 colonos independientes. Durante esa época, comenzaron a instalaron algunos servicios públicos como estafetas de correo en Aysén, Baquedano y Valle Simpson, donde también había una escuela; pese a ello, la casi totalidad de la economía y el desarrollo dependían del intercambio de productos con las vecinas y accesibles localidades argentinas al otro lado de la frontera.

### Territorio de Aysén
Ante el crecimiento de la población en la región y una reforma general al sistema administrativo, el 30 de diciembre de 1927 se creó el territorio de Aysén —con capital en Puerto Aysén—, con cuatro comunas: 
- Yelcho,
- Aysén,
- Lago Buenos Aires y
- Baker.

La nueva división entró en vigencia el 1 de febrero de 1928.

## Provincia de Aysén
Dos años después el territorio es elevado a provincia y se crea también el departamento de Aysén. Los límites del departamento, y por ende de la provincia, quedaron fijados de la siguiente manera:

- Al Norte, los canales King y Pérez, desde el Océano Pacífico hasta el canal de Moraleda; el canal de Moraleda y el golfo Corcovado, desde el canal Pérez hasta la punta Vilcún, sobre el golfo Corcovado; la línea de cumbres de los cerros de Chaitén, desde la punta Vilcún hasta los cerros de Michinmahuida y la línea de cumbres que limita por el sur la hoya del río Reñihue, desde los cerros de Michinmahuida hasta la frontera argentina.
- Al Este, la frontera argentina, desde la línea de cumbres que limita por el sur la hoya del río Reñihue hasta el lago San Martín.
- Al Sur, el lago San Martín, desde la frontera argentina hasta el brazo oeste de dicho lago; una línea recta, desde el extremo poniente del brazo este del lago San Martín hasta el origen del seno Iceberg; el seno Iceberg y los canales Messier, Search, Latorre y del Castillo, desde el origen del seno Iceberg hasta el Océano Pacífico.
- Al Oeste, el Océano Pacífico, desde el canal del Castillo hasta el canal King.

Decreto 2335 de 1929

La nueva división comprendía mayoritariamente el territorio continental, manteniendo el archipiélago de las Guaitecas y el sector norte del archipiélago de los Chonos en el departamento de Castro (parte de la provincia de Chiloé), y también las cuatro comunas creadas anteriormente. Con la nueva organización, se instalaron diversas oficinas públicas, como tribunales, notarías y policía, durante los años 1930. Recién en 1936, los habitantes de Aysén fueron incorporados en los registros electorales.

### Modificaciones administrativas
- La comuna de Yelcho es traspasada al departamento de Quinchao en 1936, por lo que el límite norte del sector continental de la provincia quede demarcado por el río Palena.[5]

- En 1947 se crea la comuna-subdelegación de Coyhaique, conformando una agrupación municipal junto con las comunas de Lago Buenos Aires y Baker. La ciudad de Coyaique es cabecera[6]

- En 1959 la provincia es reformada: el límite norte del territorio continental es modificado, quedando fijado en la zona costera, a grandes rasgos, por la línea de cumbres norte de la hoya hidrográfica del canal Jacaf —al sur del cerro Melimoyu—, y en el sector cordillerano por la hoya hidrográfica del lago Palena y del río Palena.[a] También se crean los departamentos de Coyhaique y Chile Chico y las comunas-delegaciones de Cisnes y Río Ibáñez, las cuales conforman agrupaciones municipales con Aysén y Coyhaique, respectivamente. También se renombra al lago Buenos Aires como lago «General Carrera», al igual que la comuna homónima, que pasa a llamarse «General Carrera».[7]
- En 1965 la comuna de Cisnes adquiere autonomía.[8]
- En 1970 se divide el departamento de Chile Chico en dos, creándose los departamentos General Carrera y Baker. Se suprimen las comunas homónimas y se crean las comunas de Chile Chico, Guadal, Cochrane, Tortel y O'Higgins.[9]

De esta manera, para 1973 la división administrativa de la provincia de Aysén era la siguiente:
| Departamento    | Cabecera     | Comunas     |
| --------------- | ------------ | ----------- |
| Aysén           | Puerto Aysén | Cisnes      |
| Aysén           | Puerto Aysén | Aysén       |
| Coyhaique       | Coyhaique    | Coyhaique   |
| Coyhaique       | Coyhaique    | Río Ibáñez  |
| General Carrera | Chile Chico  | Chile Chico |
| General Carrera | Chile Chico  | Guadal      |
| Baker           | Cochrane     | Cochrane    |
| Baker           | Cochrane     | Tortel      |
| Baker           | Cochrane     | O'Higgins   |

## Regionalización
En el marco del proceso de regionalización impulsado en 1974 por la dictadura militar, la antigua provincia de Aisén fue convertida en la «XI Región», con capital en Coyhaique. La nueva región empezó a funcionar el 1 de agosto de 1974. Unos meses después, recibió el nombre de «Región Aysén del General Carlos Ibáñez del Campo».
La división departamental se mantuvo hasta 1975, con la fijación de una nueva división provincial que incorporó a la Región de Aysén el archipiélago de las Guaitecas y parte de la cuenca del río Palena, pertenecientes hasta esa fecha a la provincia de Chiloé.